# مافین انگلیسی
مافین انگلیسی (به انگلیسی: English muffin) نوعی نان کوچک، گرد و بر پایه مخمر (یا گاهی خمیر ترش) است. این نان معمولاً به صورت افقی بریده و تست شده سرو می‌شود. در آمریکای شمالی، استرالیا و نیوزیلند، مافین انگلیسی به وفور با مخلفاتی مثل کره، تخم مرغ، بیکن یا مربا خورده می‌شود. مافین انگلیسی همچنین یکی از اجزای تشکیل‌دهندهٔ مهم نوعی صبحانه به اسم بندیکت تخم‌مرغ است، و می‌تواند به جای نان‌های دیگر در تست فرانسوی به کار برود.